# Casa dos Braga
A Casa dos Braga é uma instituição turístico-cultural da cidade de Cachoeiro de Itapemirim, estado do Espírito Santo.
A Casa esta localizada na Rua 25 de Março, 166, centro da cidade sul - capixaba e tem como atrações:

## Descrição
- Acervo de mais de 20.000 livros em disponibilidade na biblioteca Walter dos Santos Paiva que se encontra nas dependências deste imóvel de 16 cômodos;
- Míni-museu contendo peças e publicações antigas, além de pinturas, desenhos e fotos da família Braga, em especial dos irmãos Rubem Braga e Newton Braga. Ali também estão disponíveis exemplares históricos do jornal Correio do Sul, que foi fundado pelos irmãos mais velhos de Newton e Rubem;
- Ao fundo da Casa existe a “Praça da Poesia” contendo bancos e um espaço jardinado destinado a leituras das crônicas de Rubem Braga e/ou poesias de Newton Braga;

## História
O imóvel centenário denominado de Casa dos Braga abrigou, por décadas, a família Braga, em especial, o poeta Newton Braga e o cronista Rubem Braga. De propriedade da Família Guárdia (Noêmia e Severino Velloso), este vendem o imóvel para Francisco Carvalho Braga que muda-se para o novo endereço em 1913, juntamente com sua esposa, d. Rachel Coelho Braga e os filhos, Jerônimo, Carmozina, Armando, Newton e Rubem (este ainda bebê de colo). Nascem nesta casa as duas filhas mais novas de Francisco: Yedda e Anna Graça.
Conhecido como coronel Francisco Braga, este foi o primeiro prefeito de Cachoeiro.
Jerônimo e Armando fundam, em 1928, o histórico jornal Correio do Sul que contém os primeiros textos de Rubem Braga.
Newton Braga, em 1932, tornou-se editor chefe do jornal da família e é conhecido nacionalmente pelos seus poemas.
Rubem Braga é conhecido como o maior cronista Brasileiro, com diversas obras editadas.
Nos anos de 1970 o imóvel é abandonado e no início dos anos de 1980 transforma-se num restaurante. Em 1985 é tombado pelo patrimônio histórico municipal e em abril de 1987, na gestão do prefeito Roberto Valadão, é transformado em um local turístico-cultural com a intenção de guardar para a eternidade o trabalho de décadas dos famosos integrantes da família Braga.